# کوین دال
کوین دال (انگلیسی: Kevin Dahl؛ زادهٔ ۳۰ دسامبر ۱۹۶۸) بازیکن هاکی روی یخ اهل کانادا است.
از باشگاه‌هایی که در آن بازی کرده‌است می‌توان به کلگری فلیمس و فینیکس کایوتیس اشاره کرد.